# Lauren Shuler Donner
Lauren Shuler Donner (Cleveland, 23 giugno 1949) è una produttrice cinematografica statunitense. Possiede la The Donners' Company con suo marito il regista Richard Donner. I suoi film hanno incassato circa 4,5 miliardi di dollari in tutto il mondo, principalmente grazie alla serie degli X-Men.
Le è stata dedicata una stella sulla Hollywood Walk of Fame nel 2008, accanto a quella di suo marito. Nel 2006 ha ricevuto il Women in Film Crystal Award insieme a Jennifer Lopez e Diane Warren. Nel 2019 è stata insignita dalla Boston University con un dottorato in scienze umanistiche.